# 9 ميتيس
ميتيس (أو 9 ميتيس وفق تسمية الكوكب الصغير) (بالإنجليزية: 9 Metis)‏ هو كويكب ضمن حزام الكويكبات.
يتألف الكويكب من السيليكات ومن فلزي الحديد والنيكل. من المحتمل أن يكون هذا الكويكب من بقايا كويكب أكبر بعد تحطمه.
اكتشف هذا الكويكب الفلكي البريطاني أندرو غراهام في الخامس والعشرين من أبريل سنة 1848، وأسماه ميتيس على اسم واحدة من التيتانات الإغريقية، وهو تاسع الكويكبات المكتشفة.